# Oosterzee
Oosterzee (en frison : Eastersee et en stellingwerfs : Oosterzee) est un village de la commune néerlandaise de De Fryske Marren, situé dans la province de Frise.

## Géographie
Oosterzee est situé dans le Zuidwesthoek, la région sud-ouest de la province, sur la rive méridionale du Tsjûkemar, à 6 km au nord-est de Lemmer.
La localité comprend deux villages, Oosterzee-Gietersebrug et Oosterzee-Buren.

## Histoire
Oosterzee est un village de la commune de Lemsterland avant le 1er janvier 2014, date à laquelle celle-ci fusionne avec Gaasterlân-Sleat et Skarsterlân pour former la nouvelle commune de De Friese Meren, devenue De Fryske Marren en 2015.

## Démographie
Le 1er janvier 2018, Oosterzee comptait 905 habitants.